# Farnair Hungary
ASL Airlines Hungary (прежде известная как Farnair Hungary) — венгерская авиакомпания, базирующаяся в Будапеште. Она выполняет регулярные и чартерные грузоперевозки, а также медицинские перевозки. Её базой является Международный аэропорт Будапешт Ферихедь.

## История
Авиакомпания была основана и начала перевозки в 1990 году. Её первоначальное имя — NAWA Air Transport, это была первая частная авиакомпания Венгрии. В 1993 году она была выкуплена компанией Farner Air Transport и получила новое название Farner Air Transport Hungary; своё нынешнее имя Farnair Hungary компания получила в 1997 году. Её полным собственником является Farnair Switzerland.

## Катастрофы и инциденты
27 января 2005 года самолёт Let L-410 компании Farnair Hungary приводился общенаправленным радиомаяком с помощью радара в аэропорт Яссы в Румынии, но когда экипаж неверно отметил прохождение контрольной точки, при попытке свернуть вправо самолёт по спирали свалился на лётное поле. Двое находившихся на борту лётчика погибли. Во время авиакатастрофы шёл лёгкий снег.

## Флот
Флот Farnair Hungary на июль 2009 года включал в себя:
- 1 ATR 42-320F (эксплуатируемый авиакомпанией Farnair Switzerland)
- 4 Fokker F27 Mk500
- 6 ATR 72-200 с большими дверями для грузов (перевозка поддонов)
- 4 ATR 72-200 с дверями для перевозки груза внавал.
- 1 ATR 72-200 пассажирский
- 2 ATR 42-320 пассажирский
- 2 Beech 1900C грузовой